# Nercillac
Nercillac is een gemeente in het Franse departement Charente (regio Nouvelle-Aquitaine). De plaats maakt deel uit van het arrondissement Cognac. Nercillac telde op 1 januari 2022 1.036 inwoners.

## Geografie
De oppervlakte van Nercillac bedroeg op 1 januari 2022 16,35 vierkante kilometer; de bevolkingsdichtheid was toen 63,4 inwoners per km².
De onderstaande kaart toont de ligging van Nercillac met de belangrijkste infrastructuur en aangrenzende gemeenten.

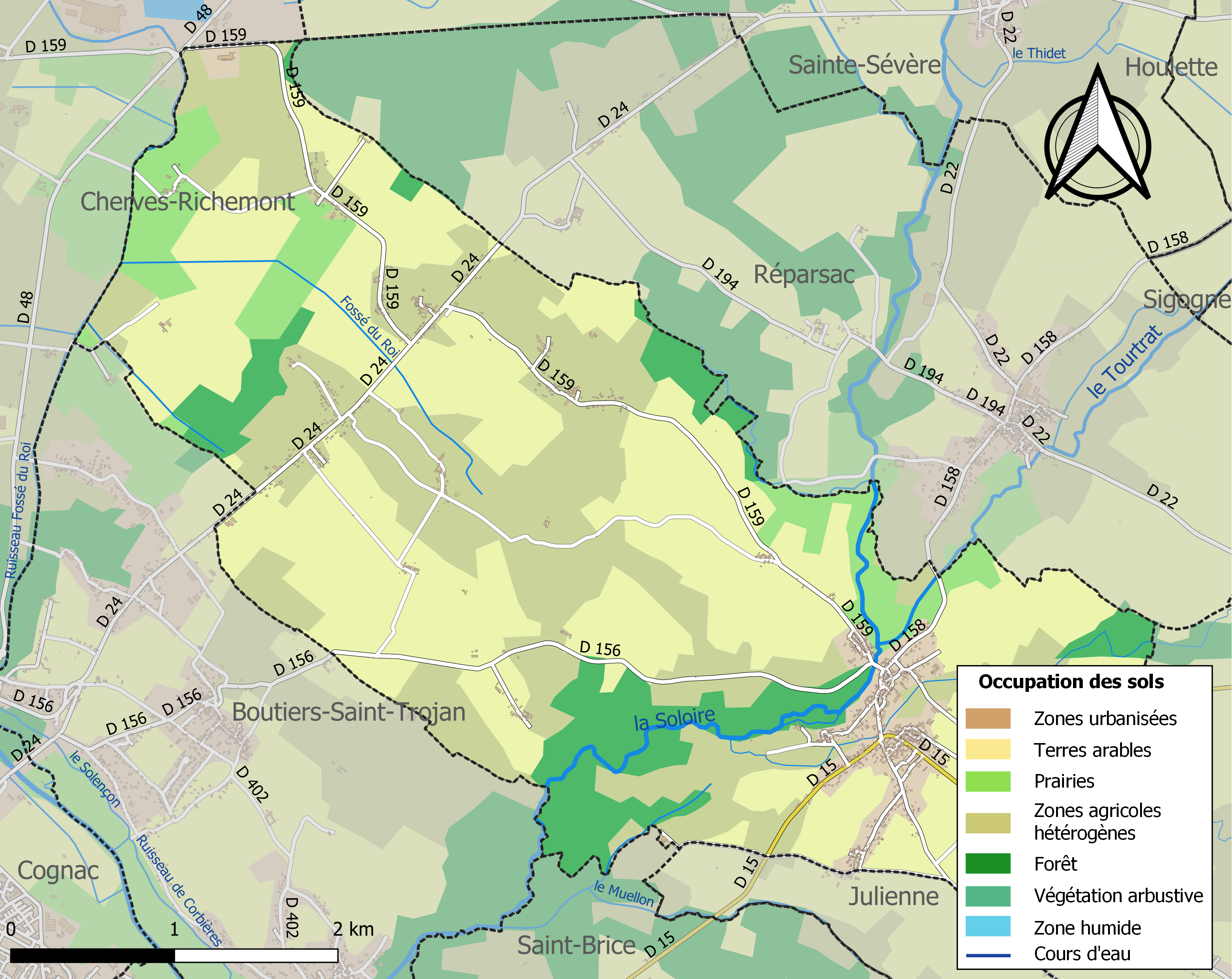

## Demografie
Onderstaande figuur toont het verloop van het inwonertal (bron: INSEE-tellingen).